# پاپفی گلوفیروزه‌ای
پاپفی گلوفیروزه‌ای (نام علمی: Eriocnemis godini)، همچنین به عنوان پاپفی گودین شناخته می‌شود، یک گونه از مگس‌مرغ‌های اکوادور است. عمدتاً سبز با پوشپرهای زیر دم آبی و پف‌های پودری سفید از پرهای کرکی روی پاها است و گلوی نر دارای لکه‌های آبی مایل به بنفش است. این گونه تنها از چند نمونه گرفته شده در قرن نوزدهم شناخته شده‌است و موقعیت رده‌بندی آن نامشخص است. نوع زیستگاهی که این گونه در آن بازیابی شده‌است تا حد زیادی ناپدید شده‌است و بررسی‌های اخیر برای یافتن این پرنده شکست خورده‌است. اتحادیه بین‌المللی حفاظت از طبیعت معتقد است که ممکن است منقرض شده باشد، اما این احتمال وجود دارد که برخی از افراد باقی مانده باشند؛ بنابراین، این پرنده به عنوان "در بحران انقراض " رده‌بندی شده‌است.